# Donald MacDonald
Pour les articles homonymes, voir MacDonald.
Donald MacDonald est un acteur et réalisateur américain né le 8 février 1886 en Californie (États-Unis), et mort le 6 août 1972 à Los Angeles (États-Unis).

## Biographie

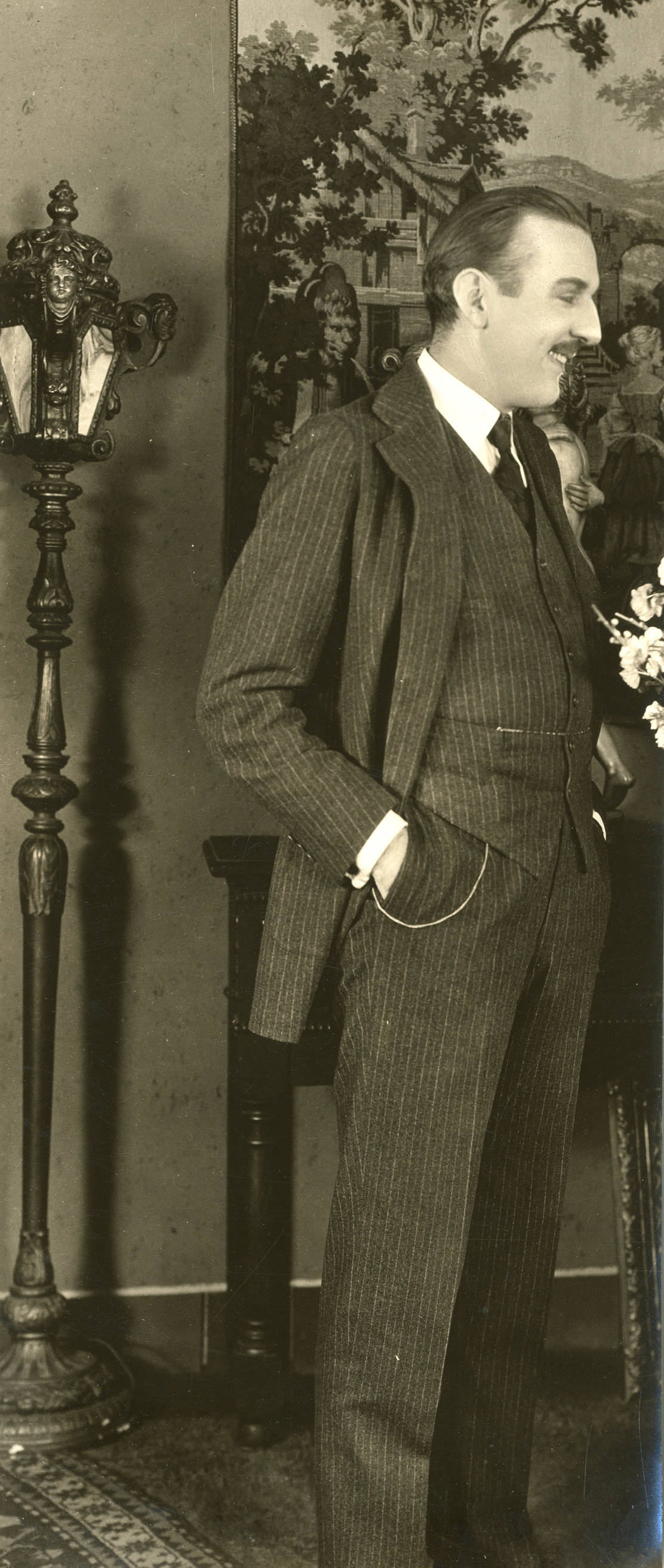
Donald MacDonald en 1922.

## Filmographie

### comme réalisateur
- 1913 : In a Roman Garden
- 1913 : The Brothers
- 1914 : Too Many Cooks
- 1914 : Almost a White Hope
- 1914 : Too Much Married
- 1914 : A Bad Egg
- 1915 : The Hawk and the Hermit
- 1915 : The Crystal Globe
- 1915 : $500 Reward
- 1915 : The Adventurer
- 1915 : Fate's Vengeance
- 1915 : The Bond of Friendship
- 1915 : The Skein of Life
- 1915 : A Voice from the Sea
- 1915 : Breezy Bill, Outcast
- 1915 : Two Spot Joe
- 1915 : Man to Man
- 1915 : The Witness
- 1915 : Curly
- 1916 : The Smugglers of Santa Cruz
- 1916 : The White Rosette
- 1916 : Her Chance
- 1916 : True Nobility
- 1916 : April
- 1916 : The Release of Dan Forbes
- 1916 : The Abandonment
- 1916 : In the Lap of the Gods
- 1916 : Un drame au pays de l'ivoire (en) (The White Man's Law)
- 1916 : The Moving Finger
- 1916 : The Shadows of Suspicion
- 1916 : Just Her Luck
- 1916 : The Ivy and the Oak
- 1916 : The False Clue
- 1917 : The Whispered Name
- 1917 : The Rogue's Nest
- 1917 : Flames of Treachery
- 1917 : Her Great Dilemma
- 1917 : The Hunted Man
- 1917 : Hatton of Headquarters